# Mexipyrgus
Mexipyrgus is een geslacht van weekdieren uit de klasse van de Gastropoda (slakken).

## Soort
- Mexipyrgus carranzae D. W. Taylor, 1966